# Maidan-Lîpnenskîi, Manevîci
Maidan-Lîpnenskîi (în ucraineană Майдан-Липненський) este un sat în comuna Horaimivka din raionul Manevîci, regiunea Volînia, Ucraina.

## Demografie
Componența lingvistică a localității Maidan-Lîpnenskîi
     Ucraineană (99,7%)
Conform recensământului din 2001, majoritatea populației localității Maidan-Lîpnenskîi era vorbitoare de ucraineană (99,7%), existând în minoritate și vorbitori de alte limbi.